# 바예두파르 FC
바예두파르 FC(스페인어: Valledupar Fútbol Club)는 콜롬비아 세사르주 바예두파르를 연고로 하던 축구단이다. 2003년 11월 15일에 창단되었으며, 2023시즌을 마지막으로 해단되었다. 카테고리아 프리메라 B에 참가했으며, 홈구장으로는 에스타디오 아르만도 마에스트레 파바헤아우를 이용했다.